# Tifo

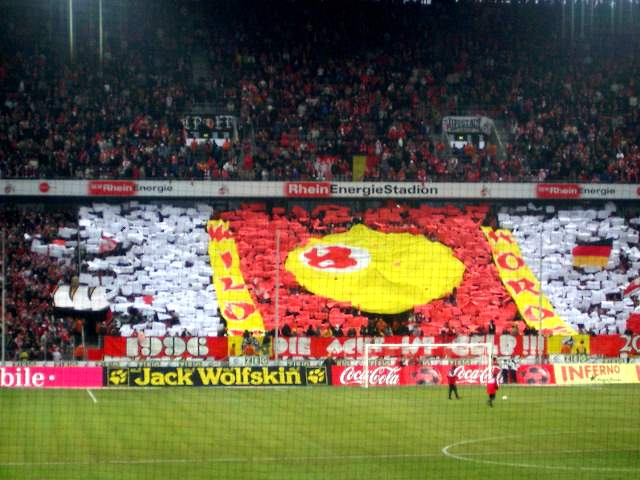
Choreographie der Wilden Horde, Ultra-Gruppierung des 1. FC Köln

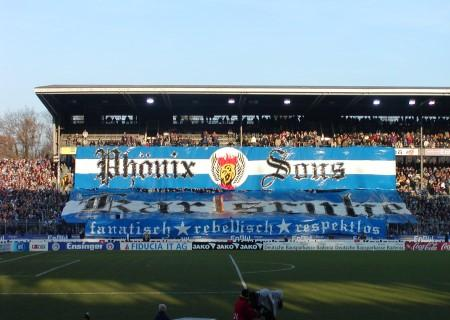
Choreographie der Phoenix Sons, Ultra-Gruppierung des Karlsruher SC

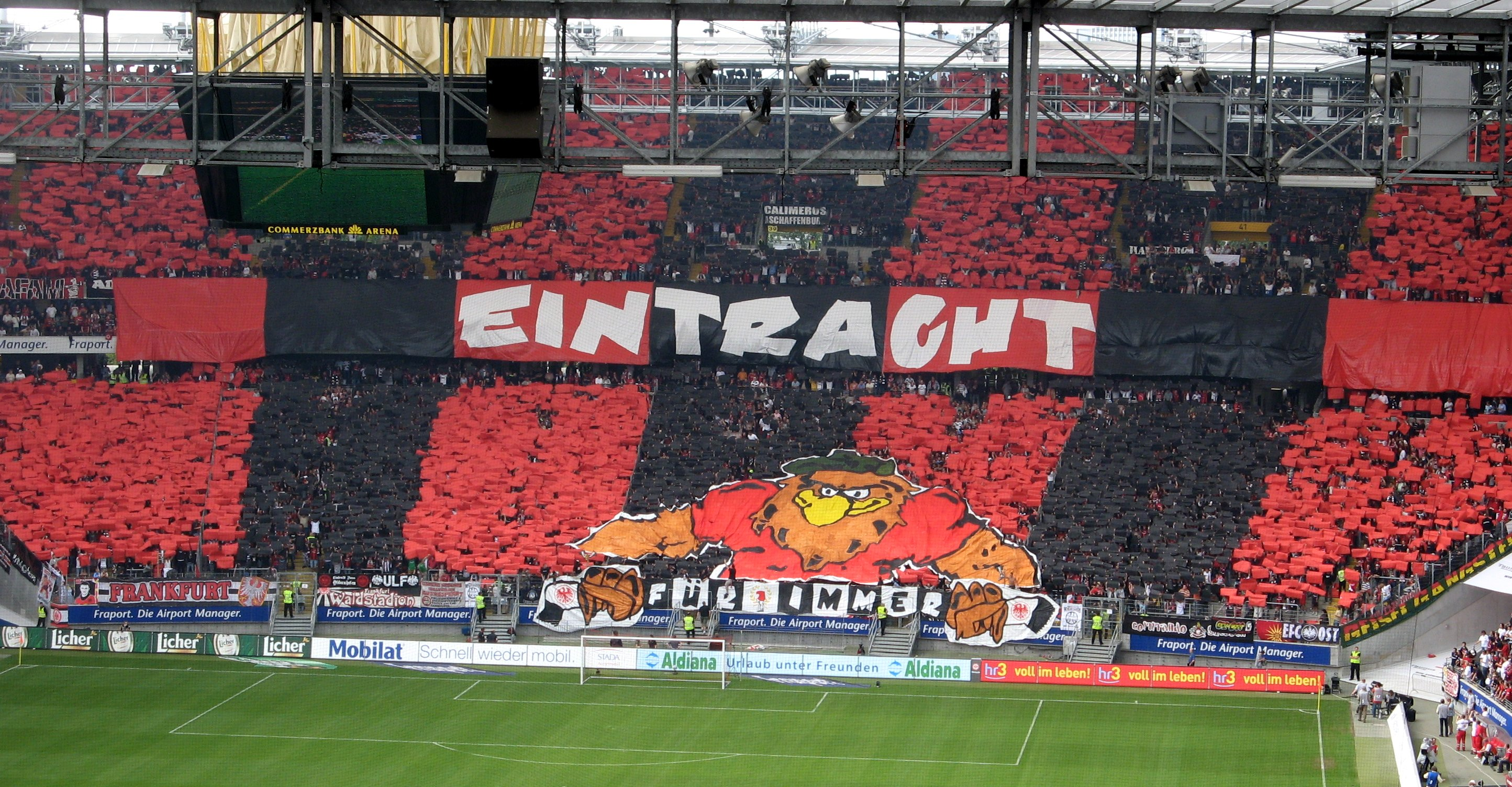
Choreographie der UF97, Ultra-Gruppierung von Eintracht Frankfurt

Tifo, in Deutschland hauptsächlich Choreographie, umgangssprachlich auch Choreo, bezeichnet vor allem in Italien jegliche Methoden und Mittel, die im Sport die Mannschaft einer Fangruppe unterstützen sollen. Vor allem sind damit Choreografien gemeint. Der Begriff „Tifo“ leitet sich vom italienischen Tifoso (Fan) ab.
Tifos sind häufig im Rahmen von Derbys oder wichtigen Spielen zu beobachten. Die Aktionen werden oftmals durch die Ultra-Gruppierungen des jeweiligen Sportvereins organisiert und durchgeführt. Zum Einsatz kommen dabei Spruchbänder, Konfetti, Papier- oder Pappzettel, Kassenrollen, Schals, Doppelhalter, Schwenkfahnen, Blockfahnen, Ballons, Toilettenpapier oder auch pyrotechnische Artikel wie bengalische Fackeln oder Rauchbomben. Meistens werden die Choreographien am Anfang eines Spiels durchgeführt, wenn die Mannschaften das Stadion betreten, aber teilweise auch während des Spiels oder zu Beginn der zweiten Halbzeit.
Ziel der Aktionen ist es hauptsächlich, eine möglichst aufwändige Inszenierung darzustellen, um den eigenen Verein zu unterstützen bzw. die eigene Mannschaft zu motivieren.
Oftmals wird durch Choreographien auch Unmut gegenüber Missständen in Politik, Gesellschaft oder im Umfeld des Vereins geäußert. So werden häufig Spruchbänder mit Inhalten wie „Fußballfans sind keine Verbrecher“ oder „Gegen den modernen Fußball“ gezeigt, um auf die – aus Fansicht – übertriebene Kommerzialisierung des Fußballs und das harte Vorgehen der Polizei gegen Fangruppierungen aufmerksam zu machen. Auch wird in letzter Zeit vermehrt gegen Stadionverbote demonstriert.